# アウドレイン郡

アウドレイン郡の位置

アウドレイン郡(Audrain County)は、アメリカ合衆国ミズーリ州にある郡である。2000年現在の国勢調査では人口25,853人で、郡庁所在地はメキシコ (Mexico)である。
郡は1836年に組織されて、言い伝えによると開拓移民であったサミュエル・アウドレインに因んで名づけられた、または、ミズーリ州の議会議員だったジェームズ（またはチャールズ）・アウドレインに因んで名づけられたと言われている。郡のウェブサイトでは、ジェームズ H.オードランと書かれている。

## 地理
アメリカ合衆国統計局によると、この郡は総面積1,805 km2 (697 mi2) である。このうち1,795 km2 (693 mi2) が陸地で、総面積の0.53%にあたる10 km2 (4 mi2) は水面である。

### 隣接郡
- モンロー郡（北）
- ラルズ郡 (Ralls County)（北東）
- パイク郡 (Pike County)（東）
- モンゴメリー郡 (Montgomery County)（南東）
- キャラウェイ郡 (Callaway County)（南）
- ブーン郡（南西）
- ランドルフ郡 (Randolph County)（北西）

### 主な幹線道路
- 国道54号線
- ミズーリ州道15号線
- ミズーリ州道19号線
- ミズーリ州道22号線
- ミズーリ州道151号線

## 人口動静

アウドレイン郡の人口ピラミッド

2000年現在の国勢調査で、この郡は人口25,853人、9,844世帯、及び6,762家族が暮らしている。人口密度は14/km2 (37/mi2) である。6/km2 (16/mi2) の平均的な密度に10,881軒の住居が建っている。この郡の人種的構成は白人91.08%、アフリカン・アメリカン7.19%、先住民0.26%、アジア系0.34%、太平洋諸島系0.03%、その他の人種0.21%、及び混血0.88%である。人口の0.73%がヒスパニックまたはラテン系である。ドイツ人27.1%、アメリカ人24.5%、イギリス人10.7%、アイルランド人8.5%をそれぞれ祖先に持っている。
9,844世帯のうち、31.40%が18歳未満の子供と一緒に生活しており、55.20%は夫婦で生活している。9.90%は未婚の女性が世帯主であり、31.30%は家族以外の住人と同居している。27.80%は独身の居住者が住んでおり、13.40%は65歳以上で独居である。1世帯の平均人数は2.43人であり、家庭の場合は2.96人である。
この郡内の住民は24.60%が18歳未満の未成年、18歳以上24歳以下が7.90%、25歳以上44歳以下が28.20%、45歳以上64歳以下が22.50%、及び65歳以上が16.90%にわたっている。中央値年齢は38歳である。女性100人ごとに対して男性は84.20人いて、18歳以上の女性100人ごとに対して男性は78.70人いる。
この郡の世帯ごとの平均的な収入は32,057米ドルであり、家族ごとの平均的な収入は40,448米ドルである。男性は28,550米ドルに対して女性は20,712米ドルの平均的な収入がある。この郡の一人当たりの収入 (per capita income) は16,441米ドルである。人口の14.80%及び家族の11.10%は貧困線以下である。全人口のうち18歳未満の23.30%及び65歳以上の9.80%は貧困線以下の生活を送っている。

## 都市及び町
都市
- ファーバー（en:Farber, Missouri）
- ラッドニア（en:Laddonia, Missouri）
- メキシコ（en:Mexico, Missouri）
- ヴァンダリア（en:Vandalia, Missouri）

村
- ベントンシティー（en:Benton City, Missouri）
- マーティンスブルク（en:Martinsburg, Missouri）
- ラッシュヒル（en:Rush Hill, Missouri）
- ヴァンディバー（en:Vandiver, Missouri）

町（未編入領域）
- トンプソン（en:Thompson, Missouri）

## 郡区
アウドレイン郡は8の郡区に分かれている。
- クイヴェ（Cuivre）
- リン（Linn）
- ルートゥエ（Loutre）
- プレーリー（Prairie）
- セーリング（Saling）
- ソルトリバー（Salt River）
- サウスフォーク（South Fork）
- ノダウェイ（Nodaway）
- ウィルソン（Wilson）